# Samorząd Regionu Ha-Galil ha-Eljon
Samorząd Regionu Ha-Galil ha-Eljon (hebr. מועצה אזורית הגליל העליון) – samorząd regionu położony w Dystrykcie Północnym, w Izraelu.
Samorządowi podlegają osady rolnicze położone w północnej części Górnej Galilei, graniczące z Libanem.

## Osiedla
Stolicą administracyjną regionu jest Safed. Na powierzchni 290 km² żyje tutaj 12 200 ludzi.

### Kibuce
| - Amir - Ammi’ad - Ajjelet ha-Szachar - Baram - Chulata - Ciwon - Dan - Dafna - Gadot - Gonen - Ha-Goszerim - Jiftach - Jiron - Kaddarim - Kefar Blum | - Kefar Giladi - Kefar ha-Nasi - Kefar Szold - Lahawot ha-Baszan - Machanajim - Majan Baruch - Malkijja - Menara - Misgaw Am - Ne’ot Mordechaj - Sasa - Sede Nechemja - Senir - Szamir |